# Olle Waller
Olle Ingvar Waller, född 27 juli 1947 i Degerfors församling, Örebro län, är en svensk sexualupplysare känd från TV-programmet Fråga Olle.
Olle Waller började sin yrkesbana som lärare, men i samband med hiv/aidsepidemin på 1980-talet började han arbeta med sexualupplysning på Lafa (Landstinget förebygger AIDS), sedermera Kunskapscentrum för sexualitet och hälsa. Där arbetade han även under sin tid som programledare som handläggare, utbildare och sexualupplysare. Lafa startade 2011 webbplatsen säkraresex.se där Olle Waller tillsammans med barnmorskan Karolina Höög svarar på frågor. Tidigare arbetade Olle Waller under 13 år på Lafas webbplats kondom.nu, där han också svarade på läsarnas frågor. Han är inte utbildad eller anställd som sexolog utan som sexualupplysare.
När han tillsammans med Martin Björk startade TV-programmet Fråga Olle blev han känd för en bredare allmänhet. Han har även gjort dokumentärer kallade Fråga Olle-dokumentären samt medverkat i radio.